# Max and the Magic Marker
Max and the Magic Marker est un jeu vidéo indépendant de plates-formes, développé par le studio danois Press Play et disponible pour Wii (WiiWare) depuis janvier 2010 ainsi que sur Mac OS X et Windows depuis février 2010. Il rejoint la plate-forme mobile iOS en 2011, disparait ensuite puis revient sur iPhone et iPad dans une version "Remastered" en 2017.
Il a pour suite Max: The Curse of Brotherhood.

## Système de jeu
Max and the Magic Marker diffère des traditionnels jeux de plates-formes par la possibilité de dessiner de nouveaux éléments dans l'espace de jeu. Ceux-ci pourront alors interagir avec les objets et les personnages environnant, à la manière de Crayon Physics.

## Trame
Le jeune Max reçoit un mystérieux marqueur : les dessins réalisés avec lui se trouvent prendre vie. Dessinant par mégarde un monstre qui se met à ruiner ses autres dessins, Max décide d'aller le stopper en se dessinant lui-même, se retrouvant ainsi au cœur de ses dessins et pouvant partir mettre fin aux dégâts.

## Accueil
Le jeu a été récompensé du D2D Vision Award lors de l’Independent Games Festival de 2010. Il a également remporté le prix de l'innovation à l'EIGA 2009, celui du meilleur jeu aux Unity Awards 2009 et a été nommé Talent of the year au DGA 2010.